# IJsbreker

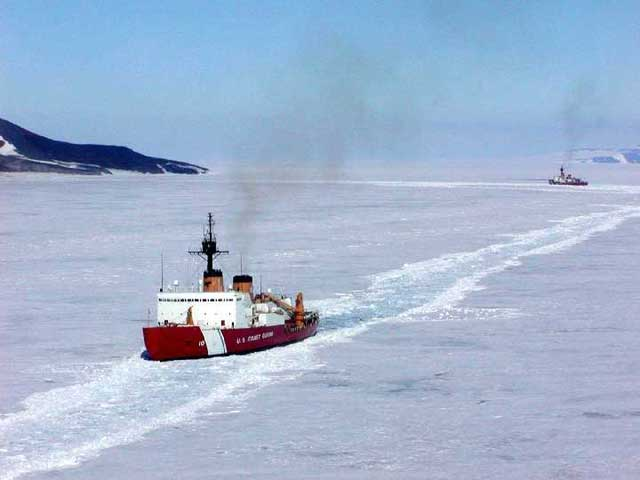
Amerikaanse Coast Guard ijsbrekers Polar Star (voorgrond) en Polar Sea (achtergrond) nabij Station McMurdo op Antarctica

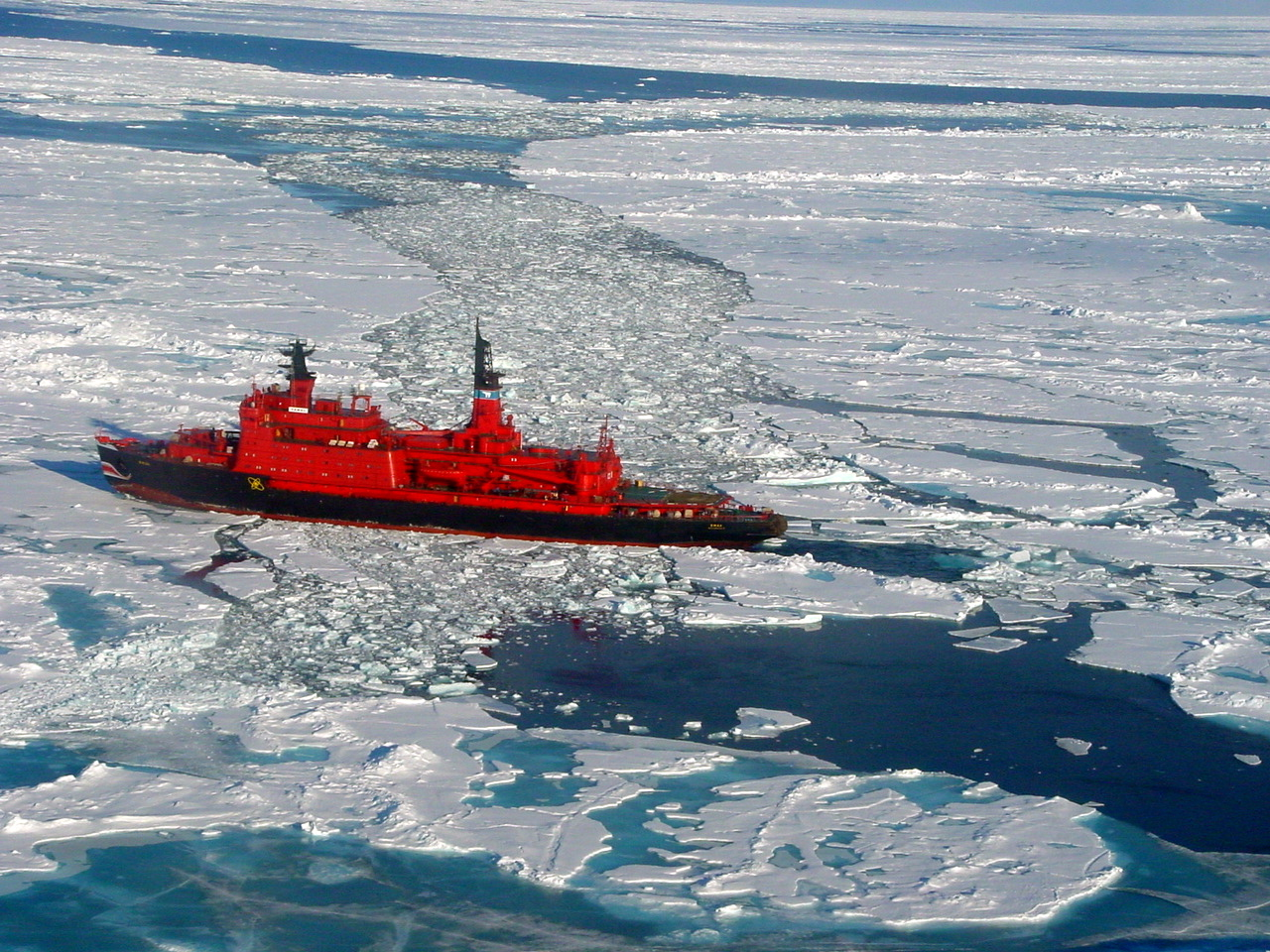
Russische atoomijsbreker Yamal

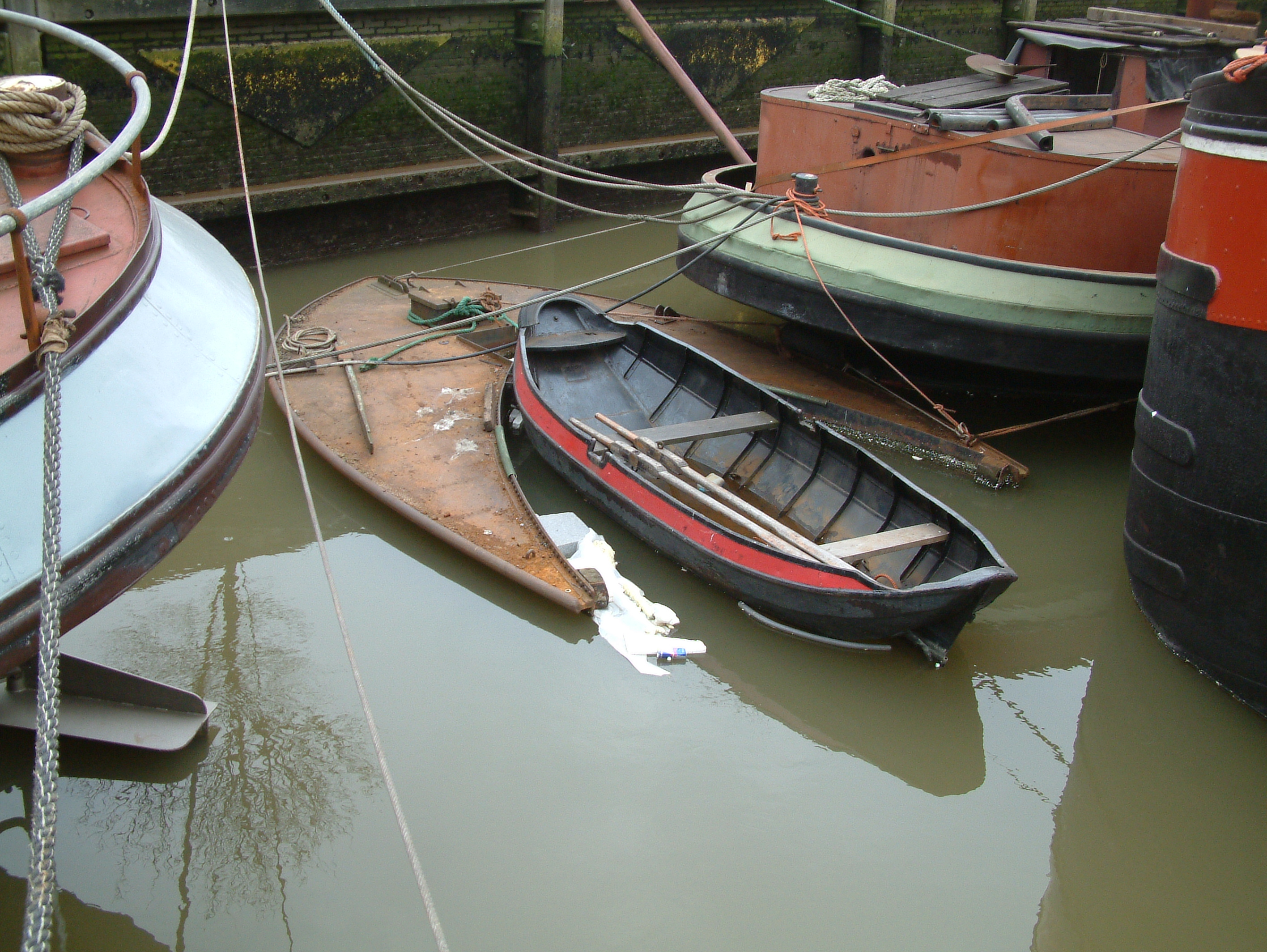
Een ijsploeg met een Hollandsche roeiboot in de Wijnhaven te Rotterdam

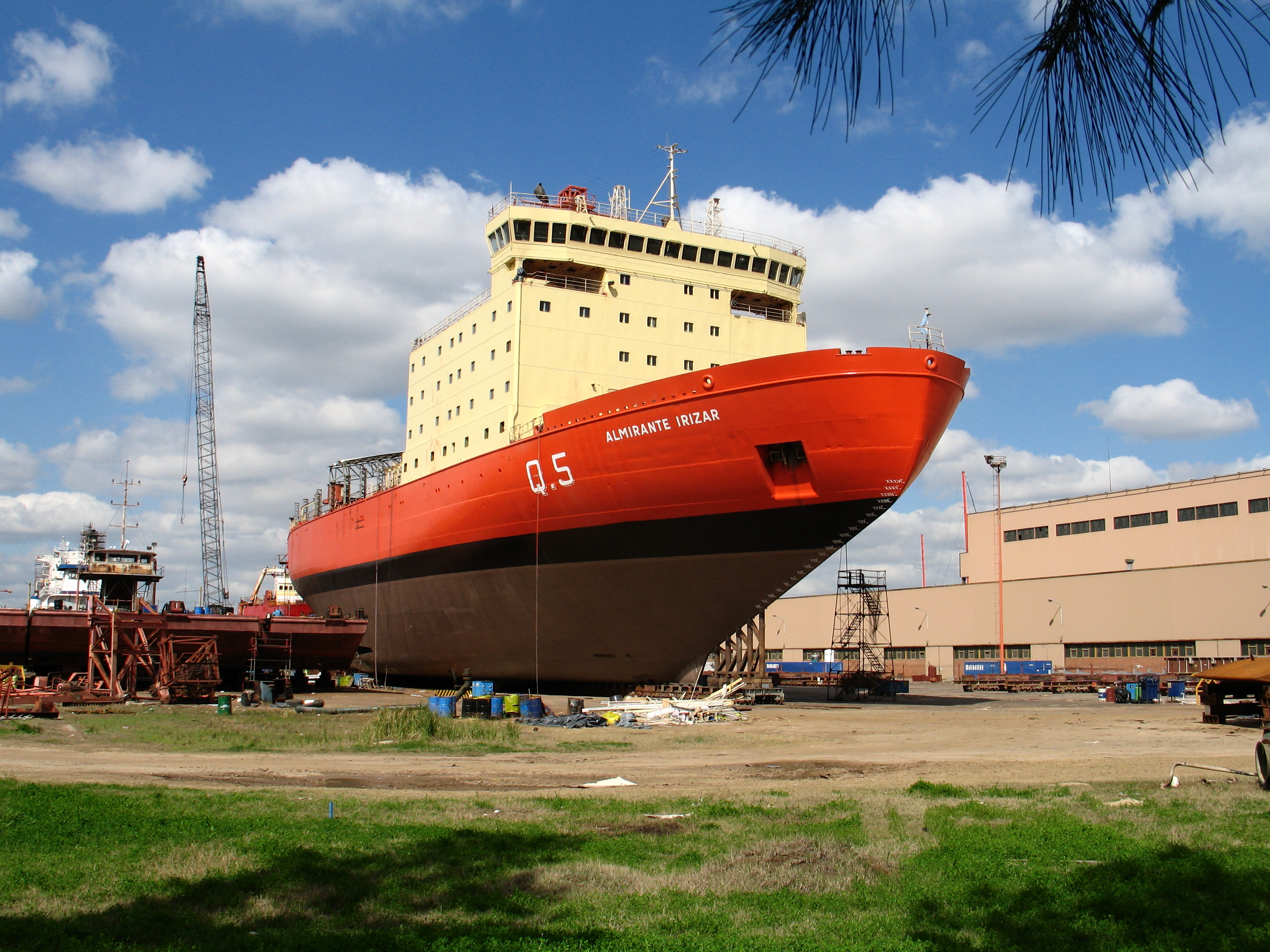
Argentijnse ijsbreker ARA Almirante Irízar op het droge met de romp duidelijk zichtbaar

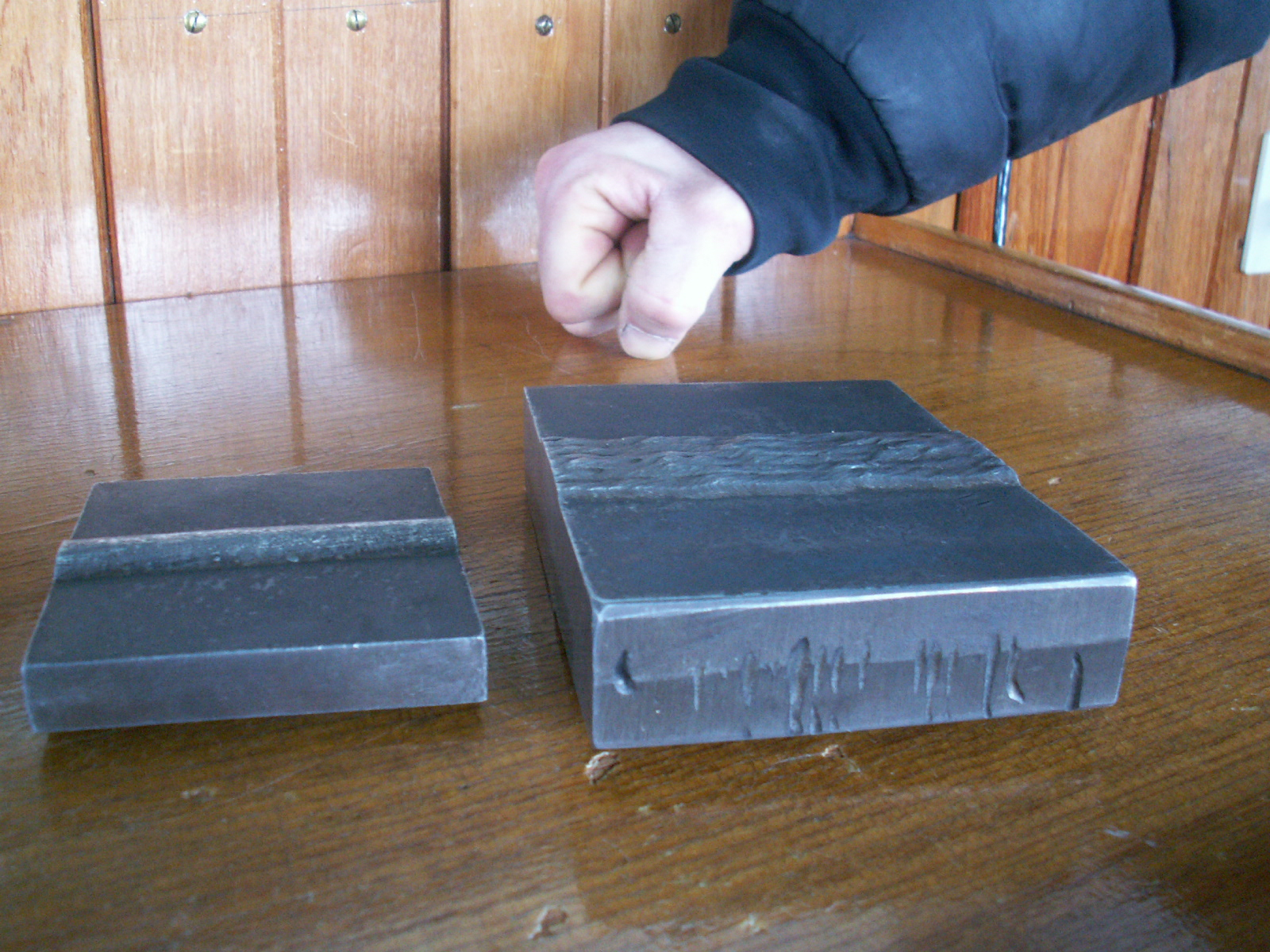
Deel van een buitenwand van de ijsbreker Sampo in vergelijking met een standaardschip van dezelfde grootte

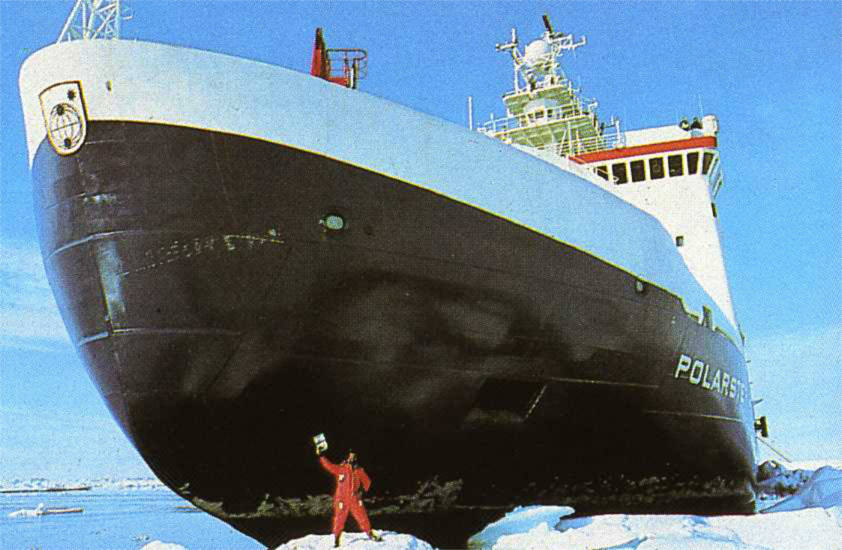
IJsbrekersromp: bij het ijsbreken in de Zuidelijke IJszee

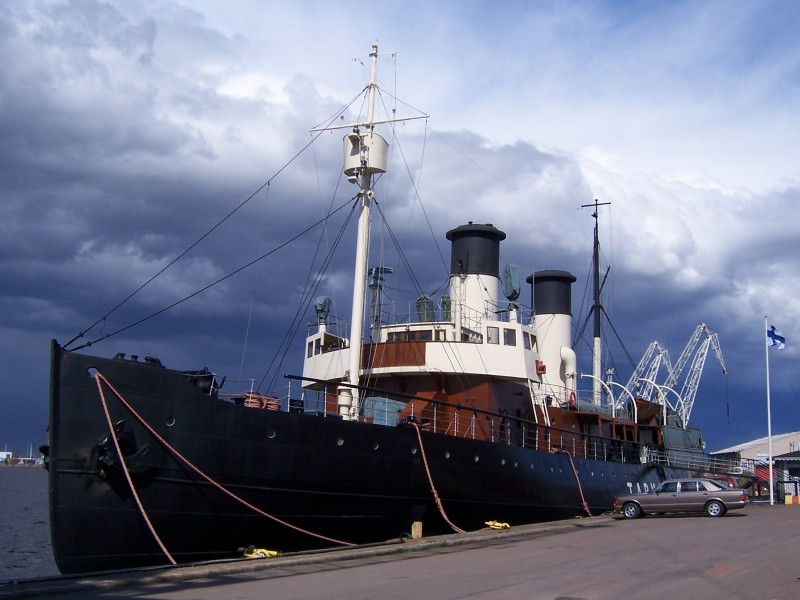
De Tarmo in de haven van Kotka op 14 mei 2006

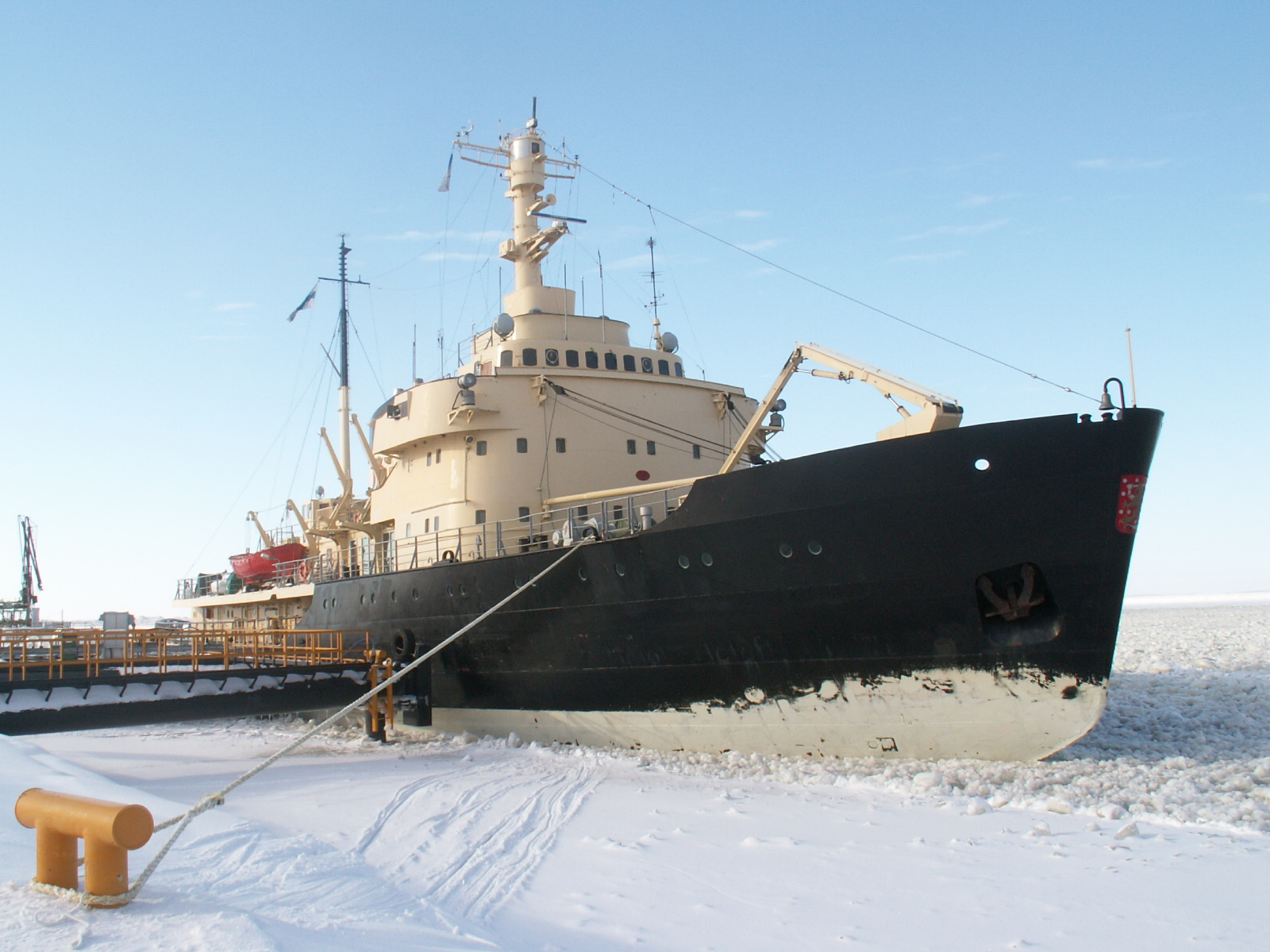
De als "passagierijsbreker" gebruikte Sampo in de haven van Kemi

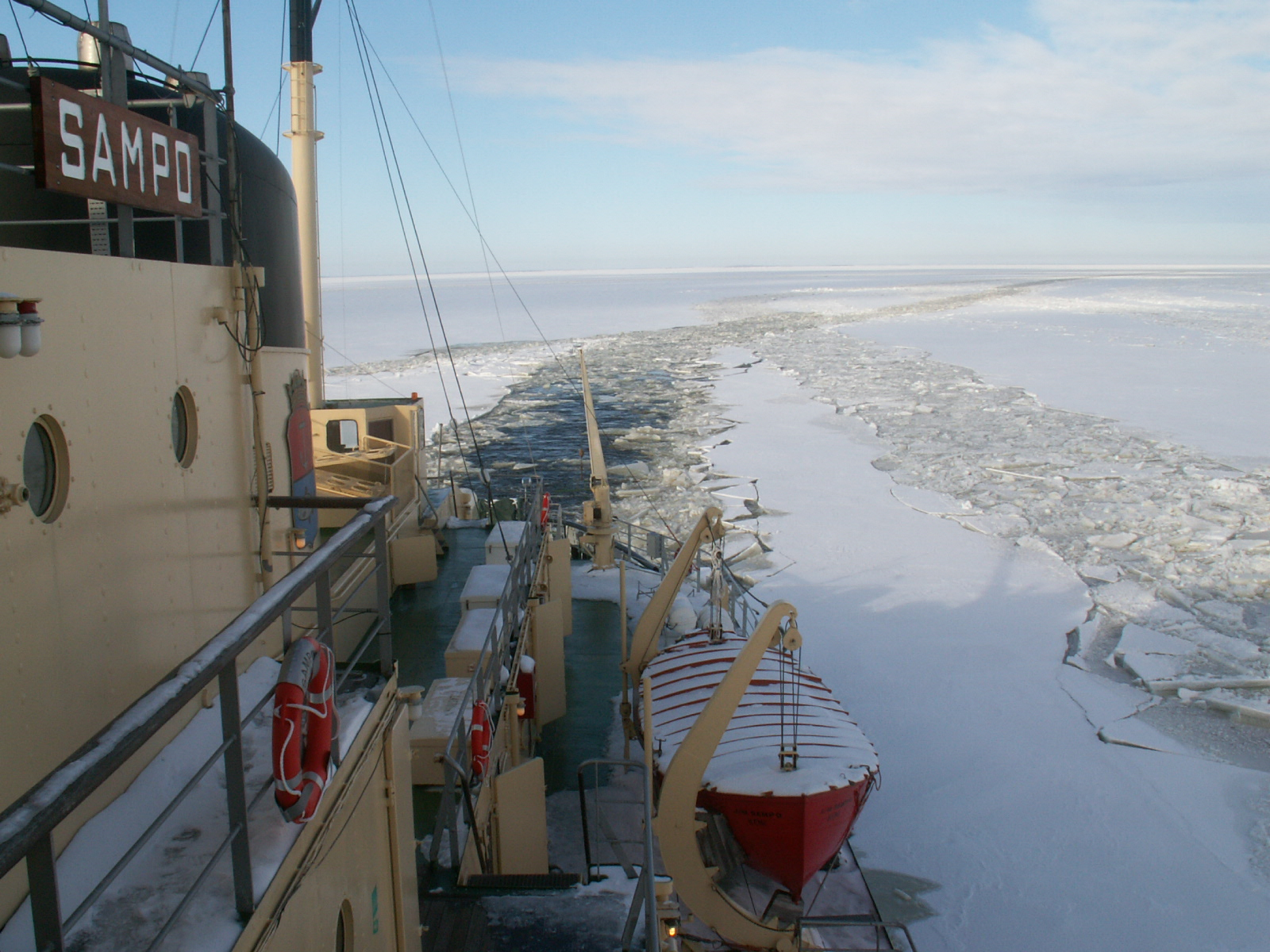
Zicht op het spoor van de ijsbreker Sampo in ongeveer 50 cm dik ijs

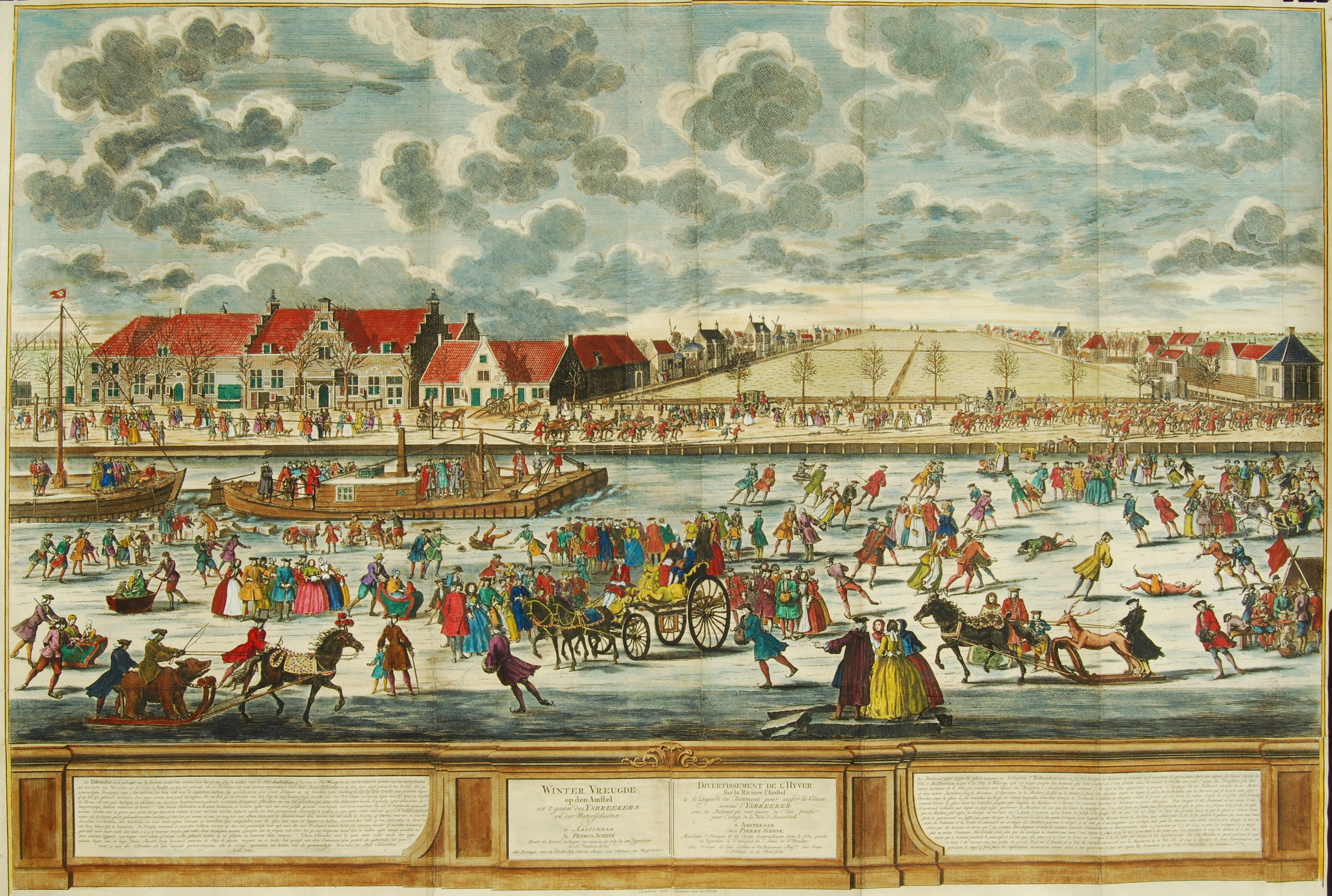
“Winter Vreugde op den Amstel en ‘t gaan der Ysbreekers en der Waterschuiten ” – Tileman van der Horst

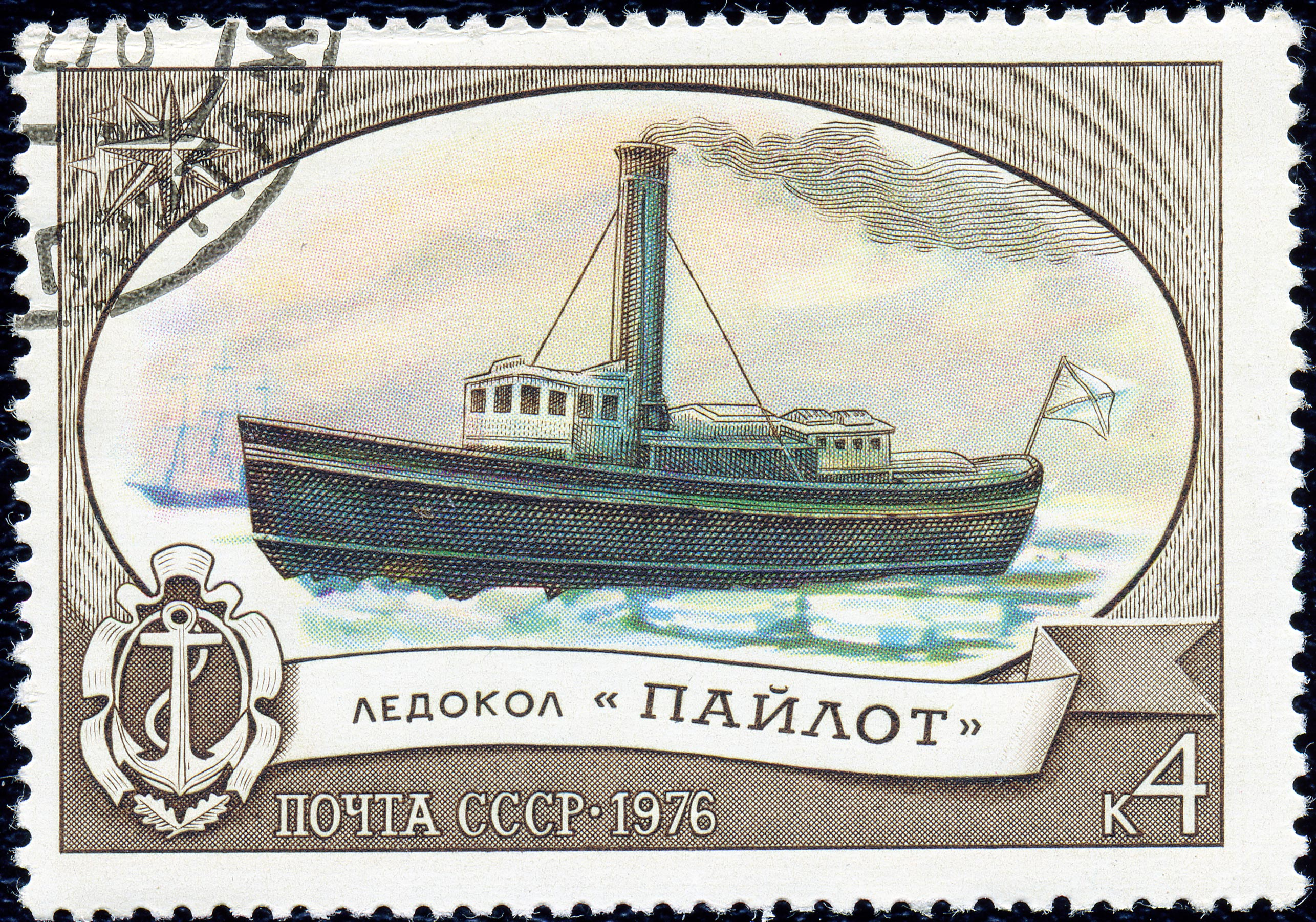
De Russischer Pailot uit 1864, de eerste metalen stoomijsbreker.

Een ijsbreker is een met een versterkte romp uitgerust schip dat in staat is ijs te breken.

## Geschiedenis

### Voor de industriële revolutie
Mogelijk waren de Pomoren in Noord-Rusland de pioniers van de ijsbrekers. Zij ontwikkelden al vanaf de 9e eeuw de kotsj, een klein, houten, meestal een-, soms tweemastig zeilschip, dat tot de 19e eeuw werd gebruikt voor poolreizen in de ijzige zeeën van de Noordelijke IJszee. 
In de Lage Landen werd het winterijs op kanalen en rivieren aanvankelijk gebroken door arbeiders met bijlen en haken. Wellicht het eerste primitieve ijsbrekerschip was een schuit die in 1383 door de stad Brugge werd gebruikt om de stadsgracht vrij te maken. Het resultaat voldeed, zodat de stad nog vier dergelijke schepen aanschafte. IJsbrekers waren vooral welkom tijdens de koudere winters van de Kleine IJstijd (15e-19e eeuw), en werden steeds vaker gebruikt in de Lage Landen, waar veel handel en vervoer van mensen en goederen plaatsvond. In de loop van de vijftiende eeuw was het gebruik van ijsbrekers in Vlaanderen (Oudenaarde, Kortrijk, Ieper, Veurne, Diksmuide) en Zeeland (Hulst) al goed ingeburgerd. Het gebruik van de ijsbrekers breidde zich uit in de 17e eeuw, toen elke stad van enig belang in de Lage Landen een of andere vorm van ijsbreker gebruikte om haar waterwegen vrij te houden. De kenmerken van de oudste ijsbrekers zijn niet bekend. Uit de latere specificaties blijkt dat ze werden voortgetrokken door meerdere paarden, en dat het zware gewicht van het schip het ijs brak. Mannen met bijlen en zagen vulden de paardenkracht aan. De werkwijze veranderde niet veel tot de industriële revolutie. 

### Sedert de 19e eeuw
Vroege ijsbrekers waren de houten raderstoomboot USS Ice Boat, door de Union Navy geleend van de stad Philadelphia (Pennsylvania), toen de Amerikaanse Burgeroorlog (1861-1865) plotseling uitbrak. Een ander voorbeeld is de Russische Pailot uit 1864, de eerste metalen stoomijsbreker van het moderne type. 
De eerste moderne ijsbreker op volle zee was de Jermak, in 1897-99 in Engeland gebouwd in opdracht van de Russische Keizerlijke Marine.

## Technieken
Er zijn verschillende technieken om ijs te breken:
- Het ijs wegduwen
- Door het ijs zakken
- Het ijs kapotdrukken met behulp van een hovercraft

Kleine ijsbrekers botsen tegen het ijs aan. Het ijs breekt en een vaargeul komt vrij. Dit kan tot maximaal 1 meter dik ijs.
Poolijsbrekers zakken door het ijs. De ijsbreker klimt als het ware op de laag ijs en zakt er vervolgens door zijn gewicht doorheen. Vaak hebben deze schepen halverwege de onderkant een extra schroef voor extra stuwkracht. Deze techniek is mogelijk tot ruim 6 meter ijsdikte. Meestal hebben deze schepen een helikopter aan boord voor verkenning.
Vanwege de botsing met het ijs hebben de ijsbrekers een sterke boeg. Verder is de romp aan de zijkant enigszins rond. Als het schip vast ligt in het ijs kan het zich loswrikken door snel water van de ene ballastruim naar de andere te pompen. De ronde romp helpt hierbij. Het water kan ook naar de boeg worden gepompt waarmee het gewicht dat op het ijs rust toeneemt waardoor het breekt. Het roer ligt dieper dan bij gewone schepen om beschadiging door het ijs te voorkomen. Als het ijs niet in een keer breekt, kan het schip achteruit varen om een aanloopje te nemen voor een tweede poging.
Een zeer krachtig type ijsbreker is de atoomijsbreker, die alleen in Rusland wordt gebruikt, in de Noordoostelijke Doorvaart en de grote rivieren in Siberië. De atoomijsbreker Arktika was op 17 augustus 1977 het eerste oppervlakteschip dat de Noordpool wist te bereiken.
Ook een hovercraft kan als ijsbreker worden gebruikt. Tot een dikte van 1 meter kan de neerwaartse luchtstroom het ijs kapotdrukken. Het is een effectieve methode, maar qua brandstof erg duur. Daarom wordt deze techniek alleen toegepast op rivieren in Canada en de Verenigde Staten.
Een Double acting ship, een in Finland ontwikkeld schip, dat vooruit door dunner ijs, maar achteruit door dikker ijs weet te varen in een meer vloeiende beweging.

## Rivierijsbrekers
Een rivierijsbreker is een ijsbreker die speciaal ontworpen is voor ondiepe wateren zoals rivieren en estuariums, meestal zullen ze ook onder bruggen en door kanalen passen. Zoals gepubliceerd door The American Society of Civil Engineers: 'Op sommige rivieren, vooral waar het smelten plaatsvindt bij de monding, zoals op de Oder en de Weichsel in Duitsland, is ijsvorming een veelvoorkomende oorzaak van overstromingen.'
rivierijsbrekers bieden hier een oplossing voor.
Nog een belangrijke reden waarom rivierijsbrekers nodig zijn, is zodat er vrij verkeer kan plaatsvinden. De hulpdiensten moeten snel ter plekke kunnen zijn als er bijvoorbeeld iemand door het ijs is gezakt.
Boten van de brandweer moeten ook toegang hebben tot de gebouwen, want soms zal er een brand plaatsvinden naast de oevers, en dan kunnen deze boten water uit de rivier gebruiken om te blussen.
Verschillende rivierijsbrekers, gaande van kleine formaten tot Atoomijsbrekers (met een kleine diepgang) zijn ook in dienst op de grote rivieren van het Russische Noordpoolgebied.

### Bekende rivierijsbrekers
- Frankfurt
- Röthelstein

## IJsbrekers in Nederland
Soms vriezen de vaarwegen in Nederland dicht en dient men te zorgen dat deze open blijven en de oevers geen schade oplopen. Hiervoor zijn speciale ijsbrekers beschikbaar maar vaak wordt ook een beroep gedaan op sleepboten.
Sleepboten zijn vaak al bij de bouw aangepast voor het ijsbreken met een speciale boeg. Er zijn ook drijvende constructies die voor de boot worden vastgemaakt: met een bovenloper, ijsslof of 'losse stevenschoen' laat men de boot op het ijs varen waarna de bovenloper met boot en al door het ijs zakt. Met een onderloper of ijsploeg breekt men het ijs door ertegen aan te varen, en wordt het ijs naar boven geduwd. Vroeger werden zulke slepers onder meer in de Amsterdamse grachten gebruikt.
Tegenwoordig wordt bij zware ijsgang, en dan vooral om de hoofdvaarwegen open te houden, nog steeds gebruikgemaakt van sleepboten. Rijkswaterstaat is verantwoordelijk voor het ijsvrij houden van de Nederlandse vaarwegen en gebruikt hier de kennis en ervaring van bekende firma's voor.

### Bekende Nederlandse ijsbrekers
- Slb. Husky
- Slb. Johannes-J
- SS IJsbreker I
- SS IJsbreker II
- MS IJsbeer
- MS Walvis
- MS Poolvos
- SS Jan Blanken Jz

## Bekende internationale ijsbrekers

### Argentinië
- ARA Almirante Irízar (Q-5)

### Australië
- Aurora Australis

### Canada

#### Zware ijsbrekers
- CCGS Louis S. St-Laurent
- CCGS Terry Fox

#### IJsbrekers
- CCGS Alexander Henry
- CCGS Amundsen
- CCGS Des Groseilleirs
- CCGS Henry Larsen
- CCGS Labrador (buiten dienst gesteld)
- CCGS Pierre Radisson
- CCGS Sir John Franklin

### China
- MV Xue Long
- MV Xue Long 2

### Chili
- Contraalmirante Oscar Viel Toro

### Denemarken
- A551 Danbjørn
- A552 Isbjørn
- A553 Thorbjørn

### Duitsland
- Polarstern
- Stettin, nu een museumschip in Hamburg
- GS Neuwerk ijsbreker en kustwachtschip

### Finland
- MS Fennica
- MS Nordica
- MS Botnica
- MS Kontio
- MS Otso
- MS Urho
- MS Sisu
- MS Voima
- MS Polaris (in aanbouw)

#### Commerciële ijsbrekers
- MS Sampo
- MS Tempera
- MS Mastera

#### Maritiem Museum van Finland
- MS Tarmo

### Frankrijk
- Astrolabe

#### Greenpeace
- MS Arctic Sunrise

### Japan
- Shirase
- Soya
- Fuji

### Noorwegen
- KV Svalbard ijsbreker en kustwachtschip

### Rusland

#### Atoomijsbrekers
- 50 Let Pobedy (50 jaar na de overwinning) – grootste ter wereld
- Arktika
- Jamal
- Lenin
- Tajmyr
- Vajgatsj

#### Dieselaangedreven
- Dikson
- Jermak – ook de naam van de eerste Russische ijsbreker; Jermak (1898)
- Kapitan Dranitsyn
- Vladimir Ignatjoek
- Kapitan Chlebnikov
- Krasin
- Svjatelny Alexander Nevski
- Talagi
- Vitus Bering – een platformbevoorradingsschip die in water bedekt met 1,7 meter dik ijs kan functioneren

### Spanje
- B.I.O. Hesperides

### Verenigd Koninkrijk
- HMS Protector (A173)
- RRS James Clark Ross
- RRS Ernest Shackleton

### Verenigde Staten

#### National Science Foundation
- Laurence M. Gould
- Nathaniel B. Palmer

#### United States Coast Guard

##### Zware IJsbrekers
- USCGC Healy (WAGB-20)
- USCGC Polar Star (WAGB-10)
- USCGC Polar Sea (WAGB-11)

##### IJsbrekers
- USCGC Mackinaw (WAGB-83)
- USCGC Staten Island (WAGB-278)
- USCGC Eastwind (WAGB-279)
- USCGC Southwind (WAGB-280)
- USCGC Westwind (WAGB-281)
- USCGC Northwind (WAGB-282)
- USCGC Burton Island (WAGB-283)
- USCGC Edisto (WAGB-284)

### Zweden
- Atle I (heette eerst de Statsisbrytaren)
- Ymer I
- Thule
- Oden I
- Tor
- Njord
- Ale
- Atle II
- Frej
- Ymer II
- Oden II

#### Viking Supply Ships AS
(inzetbaar als ijsbrekers)
- Tor Viking
- Vidar Viking
- Balder Viking

## Resonantiemethode voor het vernietigen van ijs
Deze methode betekent het breken van ijs door middel van trillingen tussen het water en het ijs, waardoor er na een tijd een scheur tevoorschijn zal komen.
Als er een statische kracht wordt toegepast op ijs zal het lichtjes buigen voordat het zal breken. Doordat het ijs buigt bij elk voertuig dat er over kan, volgt hieruit dat als het voertuig snel genoeg gaat, er trillingen zullen uit voortkomen.
Meestal zal er een hovercraft gebruikt worden voor dit soort werk.

##### Voordelen van hovercrafts
De voordelen van een hovercraft zijn: het ontbreken van contact tussen het ijs en het frame van de hovercraft, de mogelijkheid om veilig over te steken over sneeuw, ijs, gebroken ijs en open water.
Doordat een hovercraft geen diepgang heeft, kan hij ijs breken op elke waterdiepte.
Een hovercraft gebruiken voor het vernietigen van ijs is aangeraden omdat dit type voertuig het mogelijk maakt een combinatie te gebruiken van transport en het breken van ijs. De hovercraft kan ook heel het jaar door gebruikt worden.

## Trivia
- IJsbreker is tevens een leermethode voor Nederlands als vreemde taal.
- De Ysbreeker aan de Weesperzijde te Amsterdam was een centrum voor eigentijdse muziek, totdat het werd opgevolgd door het Muziekgebouw aan 't IJ.